# Eupithecia latipennata
Eupithecia latipennata là một loài bướm đêm trong họ Geometridae.